# Propithecus deckenii
Propithecus deckenii là một loài động vật có vú trong họ Indridae, bộ Linh trưởng. Loài này được A. Grandidier mô tả năm 1867.

## Hình ảnh

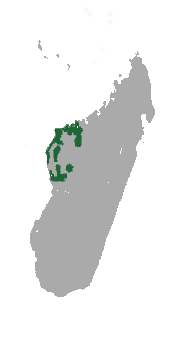
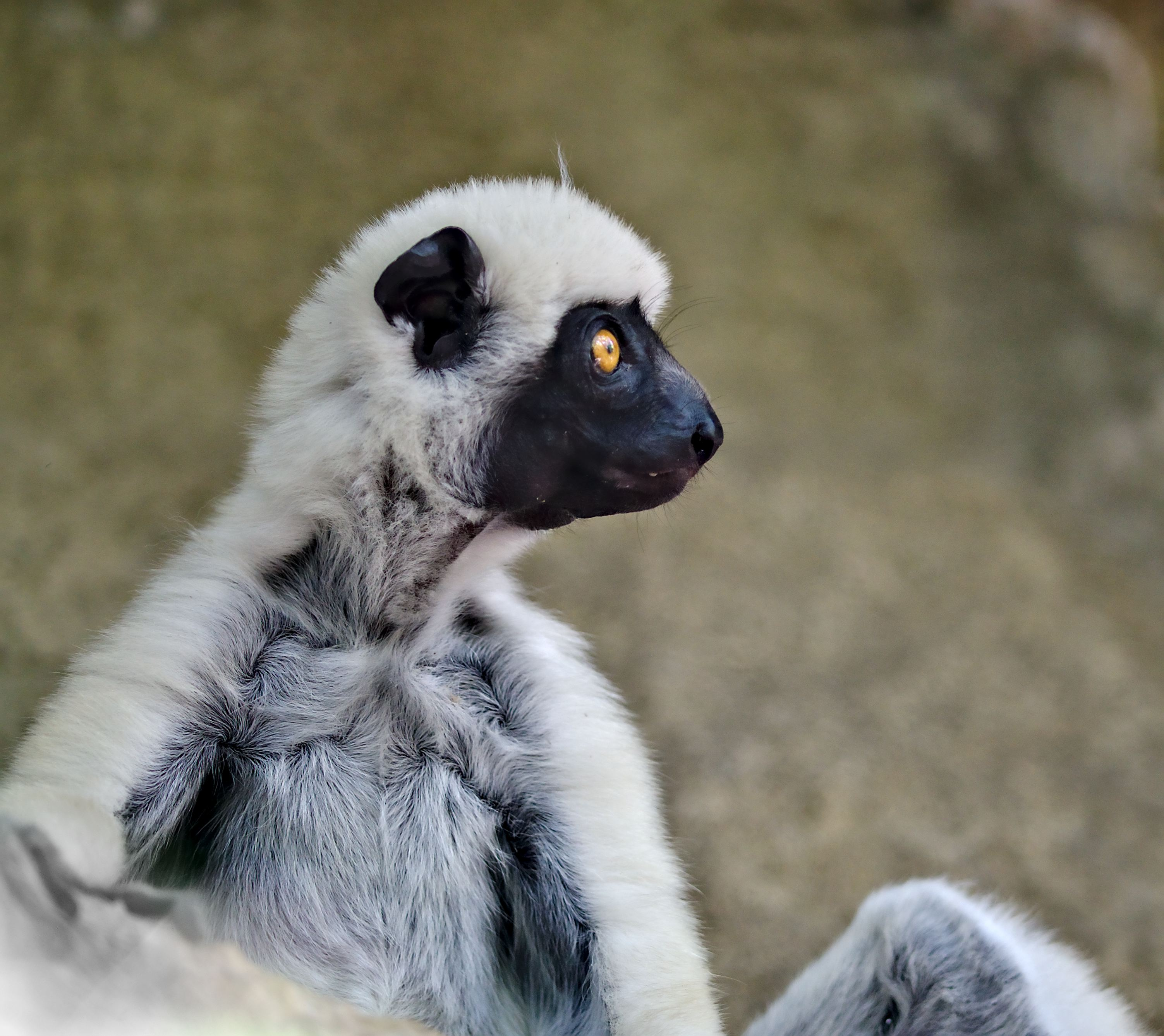
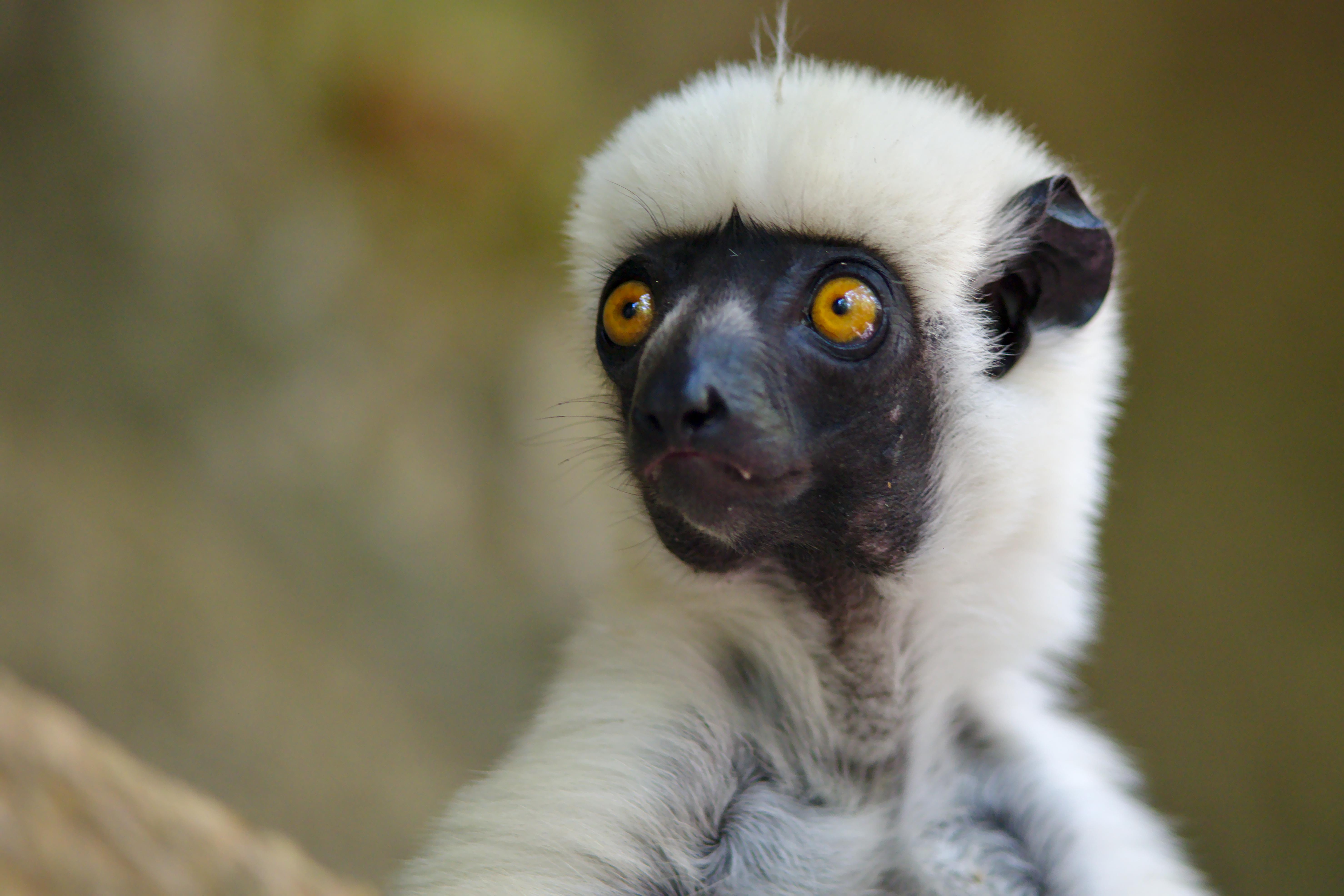